# Johannes Isbrücker
Johannes Rijk Gerardus Isbrücker (L'Aia, 19 luglio 1889 – 20 gennaio 1967) è stato un ingegnere ed esperantista olandese Esperantista dal 1909, è stato presidente dell'Akademio de Esperanto.

## Biografia
Ingegnere elettronico, fu vicedirettore della Scuola Tecnica Superiore de L'Aia. Presidente del Congresso Universale di Esperanto del 1920, a partire da questa data ha ricoperto numerose cariche all'interno del movimento esperantista.
Dal 1949 al 1963 è stato presidente dell'Akademio de Esperanto e sotto la sua guida sono apparsi la Sepa Oficiala Aldono all'Universala Vortaro e lo studio Pri la vortfarado en Esperanto.

## Opere originali
- Esperanto als de internationale taal der techniek (1924)
- Esperanto en de Internationale Congressen (1926-1931)
- La evoluo de la telefonio (1928)
- Historio kaj organizo de la Esperanto-movado (1932)
- La Esperanto-movado: gxia historio, organizo kaj nuna stato (kun C. St/op-Bowitz, 1948)
- Lucifer

## Traduzioni
- Limburg Brouwer, P. A. S. van:  Akbar : orienta romano (Trad. J. C. kaj J. R. G. Isbrücker kaj J. Ziermans.
- Vondel, Joost van den: Gysbreght van Aemstel: la detruo de lia urbo kaj lia ekzilo (1932)
- Vondel, Joost van den: Josef en Dotan (1937)